# José Román Corzanego
José Román Corzanego (Algesires, província de Cadis, 23 de setembre del 1871 - Madrid, 9 de febrer del 1957) va ser un escriptor, dibuixant i escultor.
Com a il·lustrador va col·laborar des de molt jove amb diversos diaris de Madrid com a humorista gràfic; dins del camp de la caricatura i les vinyetes humorístiques se li coneixen diversos àlbums com Aduana de Algeciras i una sèrie eròtica no publicada.
La seva tasca com a escultor va ser també notable. D'aquesta manera, el 1920 va obtenir el primer premi a l'Exposició Regional de Granada per la seva escultura El Mestís; també va realitzar treballs com a escultor a la seva ciutat natal, prova d'això són el bust dedicat a Ventura Morón, un conegut metge local, el Crist Jacent per a la germanor del Sant Enterrament d'Algesires, El Crist Lligat a la Columna de la germanor de Columna i Llàgrimes d'Algesires i el Crist de la Providència que es troba en la parròquia de Sant Garcia Abat d'Algesires. També diversos relleus que decoren diversos edificis de la ciutat com la imatge de Sant Isidre de la façana de la mateixa capella, la portada de la fira de 1913 o la decoració de la ciutat per a la recepció de les tropes de la Guerra d'Àfrica. En l'àmbit d'Algesires està molt ben considerada una caricatura de Juan Belmonte realitzada sobre una pedra que es troba a la carretera de Tarifa anomenada Pedra de Belmonte.
Va ser un escriptor ben considerat dins del gènere costumista, sobretot en l'època en la qual va viure a Granada, i d'aquest temps són les obres Rueda de noria, Visiones del Porvenir, El motor de explosión, Granada...Granada, De la España ignorada, Elogio de la cultura, El libre de los toros, i l'assaig crític Frente al lienzo.